# Dvorák Ede
Dvořák Ede (Más írásmód szerint: Dvorzsák, vagy Dworák, Oravica, 1861. október 19. – Budapest, Ferencváros, 1920. augusztus 23.) építészmérnök.

## Életútja
Dvořák József és Rathberger Anna fiaként született. Ikertestvére Dvorák Hubert mérnök, mozdonyszerkesztő. A Pécsi Magyar Királyi Állami Főreáltanodában folytatott tanulmányai után Bécsben járt műszaki egyetemre, ahol építész diplomát szerzett. Tanulmányai után Budapesten telepedett le. Czigler Győző irodájában kezdett tevékenykedni, akivel egészen a mester 1905-ben bekövetkezett haláláig, összesen 21 évig együtt dolgozott. A legtöbb, Cziglernek tulajdonított épület tervezésében részt vett.
Már mestere mellett is részt vett különféle építészeti pályázatokon, így például 1893-ban ő nyerte a Magyar Mérnök- és Építész Egylet által, gróf Teleki Géza kérésére kiírt lelencház pályázatot, ahol az első díjas tervén kívül még egy pályaművét is megvásárolták.
1888-tól Czigler tanársegédje volt a Magyar Királyi József Műegyetemen, az ókori építészeti tanszéken. 1900-ban honosíttatta az oklevelét, és már ebben az évben adjunktussá lépett elő. A mester utolsó munkáinál, így például a műegyetem chemiai épületének tervezésénél nagyon fontos szerepet kapott, hiszen az ekkor már betegeskedő Czigler egy közjegyzőileg hitelesített meghatalmazásban állandó helyettesének nevezte ki. Főnöke halála után átvette a Múzeum körút 37. szám alatt működő, egykori Czigler iroda irányítását, továbbá fél évig az ókori építéstan oktatást a műegyetemen. Czigler utódja, Nagy Virgil mellett is rövid ideig megtartotta adjunktusi tisztjét, azonban 1908-ban abbahagyta a munkát az egyetemen, és teljes erejét a tervezésnek szentelte.
Átvéve az iroda vezetését, első önálló éveiben az egykori főnöke által elkezdett épületek befejezésével foglalkozott, melyek közül a legfontosabb a Széchenyi gyógyfürdő volt, amelynek végső terveit Dvořák Gerster Kálmánnal közösen készítette el.
Részt vett a Sváb Gyula-féle iskolaépítési programban, ahol egy vagy több iskolaépületet tervezett (helyszín nem ismert).
Tagja volt – többek között – a Steindl céhnek és az Országos Magyar Iparművészeti Társulatnak.
58 éves korában, nőtlenül hunyt el, gyomorfekély következtében. A Kerepesi úti temetőben (Fiumei úti sírkert) helyezték örök nyugalomra.

## Legfontosabb művei
| Sorszám | Leírás | Cím                                                                                        | Építés éve     | Kép |
| ------- | --- | ------------------------------------------------------------------------------------------ | -------------- | --- |
| 1.      | Lelencház pályaterve.                                                                                                  |                                                                                            | 1893           |     |
| 2.      | Vereckei határemlékkő. Szobrász: Balduzzi Andrea. (Jelenleg az Ópusztaszeri Nemzeti Történeti Emlékparkban található.) | Bereg vármegye.                                                                            | 1894-1896      |     |
| 3.      | A Keleti pályaudvar előtti Baross Gábor szobor talapzatának tervezési munkája. Szobrász: Szécsi Antal.                 | Budapest.                                                                                  | 1898           |     |
| 4.      | Czigler Győző síremléke. Szobrász: Kiss György.                                                                        | Budapest, Fiumei úti sírkert.                                                              | 1905           |     |
| 5.      | Veress Pálné szobrának talapzata. Szobrász: Kiss György.                                                               | Budapest. Eredetileg az Erzsébet téren állt, napjainkban a Veress Pálné utcában található. | 1906           |     |
| 6.      | Római katolikus plébániatemplom. (A munkát Czigler Győző kezdte el.)                                                   | Munkács                                                                                    | 1904-1905      |     |
| 7.      | József Szanatórium. (Czigler Győző kezdte el.)                                                                         | Gyula                                                                                      | 1904-1905 után |     |
| 8.      | Savaria Múzeum. (Czigler Győző kezdte el. Befejezését díjtalanul vállalta.)                                            | Szombathely, Kisfaludy Sándor utca 9.                                                      | 1905-1908      |     |
| 9.      | Széchenyi gyógyfürdő (A tervezést Czigler Győző kezdte el. Dvořák Ede Gerster Kálmánnal közösen fejezte be.)           | Budapest XIV. Állatkerti körút 9-11.                                                       | 1909-1913      |     |
| 10.     | Római katolikus plébániatemplom. Átépítési, bővítési munkálatok.                                                       | Sátoraljaújhely                                                                            | 1910           |     |
| 11.     | Dr. Sztehlo Aladárné villája.                                                                                          | Budapest XI. Mányoki út 6/a.                                                               | 1908-1909      |     |
| 12.     | Saxlehner Kálmán villája.                                                                                              | Budapest XI. Ménesi út 21.                                                                 | 1908-1909      |     |
| 13.     | Községi fürdő. | Szerencs                                                                                   | 1910           |     |
| 14.     | Haggenmacher Oszkár lakóháza.                                                                                          | Budapest I. Városmajor utca 32/c.-Csaba utca 18/a.                                         | 1914-1915      |     |
| 15.     | A Fővárosi Sörfőző Rt. épületei. (Szivattyúház, kazánház, szénsiló, kerítés.)                                          | Budapest X. ker. Maglódi út 47.                                                            | 1916           |     |

1909 körül részt vett a Műegyetem tervezési munkálataiban Czigler Győző mellett.